# پارک گورستان ژاپنی
پارک گورستان ژاپنی (انگلیسی: Japanese Cemetery Park)، گورستان و پارک ژاپنی در هوگانگ، سنگاپور است. این محل بزرگ‌ترین گورستان ژاپنی در آسیای جنوب شرقی با مساحت ۲۹۳۵۹ متر مربع است که شامل ۹۱۰ سنگ قبر است که بقایای اعضای جامعه ژاپنی در سنگاپور شامل روسپی‌های جوان ژاپنی، غیرنظامیان، سربازان و محکومان جنایات جنگی ژاپن در زندان چنگی اجرا شد.
از جمله روسپی‌های جوان ژاپنی، غیرنظامیان، سربازان و محکومان جنایات جنگی ژاپن اعدام شده در زندان چانگی را در خود جای داده است. این گازتا روز به عنوان یک پارک یادبود توسط دولت سنگاپور در سال ۱۹۸۷ بود.

## تاریخ
صاحب فاحشه خانه ژاپنی، تاگاجیرو فوکاکی، ۷ جریب فرنگی (۲٫۸ هکتار) از مزرعه لاستیک خود را اهدا کرد تا به عنوان محل دفن زنان جوان ژاپنی که در فقر مطلق درگذشتند استفاده شود. آنها به همراه دیگر صاحبان فاحشه‌خانه شیبویا گینجی و ناکاگاوا کیکوزو درخواست مجوز کردند و دولت استعماری بریتانیا در ۲۶ ژوئن ۱۸۹۱ به‌طور رسمی مجوز این استفاده را صادر کرد. از آن زمان، از آن برای دفن ساکنان ژاپنی استفاده می‌شود. در طول جنگ جهانی دوم، این گورستان برای دفن غیرنظامیان و سربازانی که در میدان جنگ یا در اثر بیماری جان خود را از دست داده بودند استفاده می‌شد. پس از بریتانیا مهاجرت معکوس همه ژاپنی‌ها در سال ۱۹۴۸، هیچ ژاپنی از ترس گذشته جنگی خود اجازه بازگشت به سنگاپور یا مالایا را نداشت. دولت سنگاپور مالکیت این گورستان را به دست گرفت و آن را بلااستفاده گذاشت. این سیاست در قبال کشته شدگان ژاپنی در سنگاپور تا زمان امضای پیمان صلح رسمی با ژاپن در سال ۱۹۵۱ باقی ماند. در نوامبر ۱۹۵۲، کن نینومیا، اولین ژاپنی کنسول پس از جنگ در سنگاپور، مأمور شد تا سرنوشت بقایای جنگ ژاپن در سنگاپور را دریابد. پس از یافتن اجساد، هدف بازگرداندن خاکستر مردگان بود.
با این حال، دولت ژاپن در نهایت تصمیم گرفت که بقایای کشته شدگان جنگ ژاپن را به قبرستان جداگانه منتقل نکند و خاکستر را به کشور بازگرداند. این به این دلیل بود که پرسنل تسلیم شده ژاپنی تلاش زیادی برای برپایی یادواره در گورستان برای رفقای کشته شده خود انجام داده بودند و به همین دلیل این یادبود به خودی خود نوعی زیارتگاه بود و همچنین این واقعیت که همه خاکسترها در یک تپه دفن شده بودند که هر شکلی از شناسایی را غیرممکن می‌کرد.
در سال ۱۹۶۹، دولت سنگاپور مالکیت این گورستان را به انجمن اصلاح شده ژاپنی که بر نگهداری گورستان نظارت دارد، بازگرداند. تدفین‌ها تا سال ۱۹۷۳ ادامه یافت، زمانی که دولت سنگاپور با تصویب فرمانی از گسترش بیشتر ۴۲ قبرستان در جزیره جلوگیری کرد.

## قبرهای قابل توجه

### یاماموتو اوتوکیچی

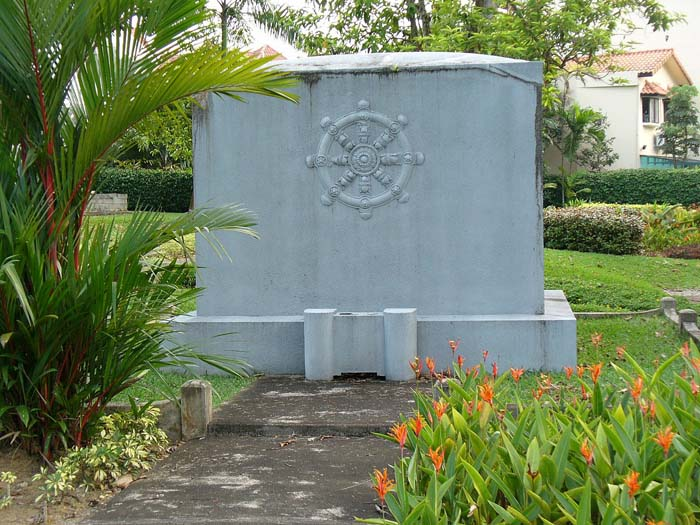
سنگ قبر اوتوکیچی، اولین ساکن ژاپنی سنگاپور

اوتوکیچی، همچنین به عنوان «جان متیو اوتوسون» شناخته می‌شود، در سال ۱۸۱۸ در روستای اونوئورا در چیتا اُواری (شهر میهاما کنونی استان آیچی) در سال ۱۸۱۸ به دنیا آمد. در سال ۱۸۳۲، او یک ملوان در کشتی بود. «هوجون مارو» که از خلیج ایسه به توکیو رفت. کشتی گرفتار توفان شد. اوتوکیچی توانست از این فاجعه جان سالم به در ببرد و پس از یک سال و دو ماه در کیپ آلاوا در سواحل غربی ایالات متحده به ساحل رسید. او در نهایت به سراسر جهان سفر کرد، اما سیاست انزواطلبی ژاپن در آن زمان، بازگشت او به کشورش را رد کرد. حتی پس از طرد شدن توسط کشور خود، او به ژاپنی بودنش افتخار کرد و به پیشرفت کشور کمک کرد. او بعداً به یک معامله‌گر موفق تبدیل شد. در سال ۱۸۶۲، اوتوکیچی از شانگهای نقل مکان کرد و با همسر مالایی خود در سنگاپور ماند تا اولین ساکن ژاپن در اینجا شود. او در ۴۹ سالگی در سال ۱۸۶۷ درگذشت.

### خدای نگهبان هینوموتو
این بنای یادبود که در نزدیکی ورودی اصلی قرار دارد، به یاد ۴۱ غیرنظامی ژاپنی ساخته شده است که در اردوگاه بازداشت جورانگ در حالی که پس از تسلیم ژاپن در جنگ جهانی دوم در انتظار بازگشت بودند، جان باختند.

## گیاهان
یک درخت قدیمی سرخالو که در پارک یافت شده است، توسط هیئت پارک‌های ملی  به عنوان درخت میراثی تعیین شده است.
 با این حال، به دلیل آب و هوای سنگاپور، نمی‌تواند به ثمر بنشیند و میوه دهد. یکی دیگر از درخت‌های قدیمی پارک، یک درخت لاستیک، نیز درخت میراثی است که از زمانی که پارک مزرعه لاستیک بود، باقی مانده است.

## وضعیت فعلی

محل نگهبان مقبره در پارک قبرستان.

انجمن ژاپنی سنگاپور به نگهداری این گورستان ادامه می‌دهد که از سال ۱۹۸۷ به پارکی یادبود برای قدردانی از تاریخ و گیاهان و جانوران طبیعی تبدیل شده است. به عنوان میراثی از تاریخ ژاپن و سنگاپور، این پارک گورستان اغلب توسط دانش آموزان، کهنه سربازان، ساکنان و گردشگران ژاپنی بازدید می‌شود.

### کتابشناسی
- Bose, Romen (2005). Kranji – The Commonwealth War Cemetery and the Politics of the Dead. Singapore: Marshall Cavendish. ISBN 981-261-275-0.
- Shinozaki, Mamoru (1982). Syonan – My story: The Japanese occupation of Singapore. Singapore: Times Books International. ISBN 981-204-360-8.
- Geok Boi, Lee (2005). The Syonan Years – Singapore Under Japanese Rule 1942 – 1945. Singapore: National Archives of Singapore. p. 76. ISBN 981-05-4290-9.
- Tsang, Susan (2007). Discover Singapore – The City's History & Culture Redefined. Singapore: Marshall Cavendish. ISBN 978-981-261-365-3.
- Frances, Raelene (July 2004). "'White Slaves' and White Australia: Prostitution and Australian Society" (PDF). Australian Feminist Studies. 19 (44): 185–200. doi:10.1080/0816464042000226483. ISSN 0816-4649. S2CID 143568288. Archived from the original (PDF) on 2008-09-07.